# С чистого листа (Остаться в живых)
«С чистого листа» (англ. Tabula Rasa) — третий эпизод первого сезона американского телесериала «Остаться в живых». Эпизод снят Джеком Бендером, сценарий написан Деймоном Линделофом. Был впервые показан 6 октября 2004 года на телеканале ABC.
Центральный персонаж эпизода — Кейт Остин. Во флешбеках рассказывается, как в Австралии её поймал маршал США Эдвард Марс. В настоящем рассказывается как Джек Шепард и Хьюго «Хёрли» Рейес узнают, что Кейт — осужденная и беглянка, а Джек пытается спасти маршала от травм, полученных им во время авиакатастрофы рейса 815 компании Oceanic.
При трансляции в США эпизод посмотрели 16,54 миллиона человек, и он получил смешанные отзывы критиков. Это первый эпизод, в котором был показан сегмент «Ранее в сериале „Остаться в живых“» — нарезка из сцен в начале каждого эпизода, в которой кратко излагаются последние события сериала. Эпизод получил свое название от философской идеи tabula rasa, что переводится как «чистый лист». Эта концепция звучит в одной из финальных реплик эпизода, когда Джек говорит Кейт, что всем выжившим пассажирам рейса 815 следует позволить начать новую жизнь.

## Сюжет

### Воспоминания
Кейт Остин (Эванджелин Лилли) скрывается от полиции в Австралии. Она пробирается на ферму и ночует там, однако её находит фермер Рэй Муллен (Ник Тейт). Кейт представляется ему под именем Энни, и говорит, что она путешественница и у неё закончились деньги. Муллен предлагает ей остаться у него и помогать ему за жалованье. Через три месяца, ночью тайком Кейт хочет уйти. Фермер видит это, и предлагает отвезти её до железнодорожной станции. На следующий день фермер с Кейт едут в город, но неожиданно их догоняет на машине полицейский пристав Эдвард Марс (Фредрик Лене). Кейт узнаёт, что фермер увидел объявление о её розыске, где была указана сумма вознаграждения — 23 000 долларов США. Эта сумма была нужна фермеру, поэтому он «сдал» Кейт. Кейт на ходу вывернула руль машины фермера в результате чего та слетела с дороги. Кейт хотела сбежать, но увидела, что фермер потерял сознание, а его машина загорелась. Она вытащила его и стала оттаскивать от горящего авто, но упустила шанс сбежать. В этот момент её поймал Марс.

### События на острове
Группа Саида Джарра (Нэвин Эндрюс) ночует в горах и решает ничего не говорить остальным об услышанном сообщении на французском, чтобы не лишать их надежды на спасение. Когда разгорается спор из-за пистолета, который Сойер (Джош Холлоуэй) взял у Марса, группа соглашается, чтобы он остался у Кейт. Утром они возвращаются в лагерь на берегу. Джек (Мэттью Фокс) и Хёрли (Хорхе Гарсиа) находят у Марса фотографию Кейт и догадываются, что она была арестована. В это время Чарли Пэйс (Доминик Монаган) видит, как Клэр Литтлтон (Эмили де Рэвин) находит свой багаж и собирается перенести к своему месту ночёвки и предлагает свою помощь. Клэр с благодарностью соглашается и между ними завязывается разговор.
На следующий день группа возвращается. Кейт тайно рассказывает Джеку о сигнале бедствия. Состояние Марса ухудшается, и пока Джек ищет в фюзеляже антибиотики, Кейт навещает больного в импровизированной медицинской палатке. Марс просыпается и хватает её за горло, после чего отключается. Кейт просит Джека сделать ему эвтаназию, но Джек отказывается, говоря, что видел её фоторобот и что он «не убийца». Тем временем Майкла беспокоит то, что Уолт разговаривает с загадочным Джоном Локком (Терри О’Куинн), и он просит его держаться подальше от этого человека.
Боль Марса усиливается, беспокоя выживших. В конце концов он просит о встрече с Кейт наедине и спрашивает её, о чём она хотела спросить его в самолёте, прежде чем он потерял сознание во время крушения. Она отвечает, что хотела убедиться, что Рэй получит свою награду за то, что сдал её. Когда Кейт уходит, входит Сойер, и раздается выстрел. Джек в ярости, но Сойер утверждает, что Марс сам попросил об этом. Однако Марс всё ещё жив; Джек определяет, что Сойер промахнулся мимо сердца и пробил легкое больному. Джек душит Марса, чтобы прекратить его мучения.
На следующий день Локк находит пропавшую собаку Уолта, Винсента, с помощью импровизированного собачьего свистка. Он приводит Винсента к Майклу, говоря, что он, как отец Уолта, должен вернуть собаку. Кейт предлагает Джеку рассказать, в чём заключалось её преступление. Он отказывается, заявляя, что их прошлые жизни сейчас не важны, и всем выжившим нужно дать возможность начать жизнь заново.

## Производство
Во время работы над пилотным эпизодом сериала «Остаться в живых» создатели Джей Джей Абрамс и Деймон Линделоф вместе с командой из четырёх сценаристов — Хавьером Грильо-Марксуа, Полом Дини, Дженнифер М. Джонсон и Кристианом Тейлором разрабатывали идеи продолжения сериала. В итоге ABC на основании «Руководства сценаристов» и положительной реакции на пилот решили снимать сериал. Работа над первым сезоном началась в мае 2004 года, первый эпизод был сосредоточен на Кейт и следовал принципам автономного сценария, имеющего под собой реальную основу. Сценарий, автором которого является Линделоф, был закончен к июню. Это был первый эпизод, который снял Джек Бендер, пришедший в сериал по приглашению Абрамса. Эпизод в оригинале называется «Tabula Rasa» в честь латинского термина, означающего «чистый лист». Эта концепция приписывается философу Джону Локку, который считал, что люди рождаются без врождённого или встроенного умственного содержания, которое затем заполняется через их жизненный опыт. Этой концепции вторит финальная фраза эпизода, где Джек предполагает, что авария превратила выживших в чистые листы, которые можно перезапустить.
В этом эпизоде звучат песни Джо Парди «Wash Away (Reprise)» и Пэтси Клайн «Leavin' on Your Mind». Джош Холлоуэй, исполнитель роли Сойера, спросил у шоураннера Карлтона Кьюза, как Сойер мог промахнуться при попытке убийства маршала. Кьюз отмечает, что сценаристы считали это маловероятным и обсуждали вариант сделать Сойера дальнозорким, в результате в эпизоде «Deus Ex Machina» он получает очки. Это первый эпизод сериала, в котором появилось вступление «Ранее в сериале „Остаться в живых“» (англ. Previously on Lost), представляющее собой краткий обзор последних эпизодов для освежения памяти зрителя. Вводную часть озвучил Ллойд Браун, президент ABC, который создал идею «Остаться в живых» и был уволен во время производства пилота.

## Критика
Этот эпизод посмотрели 16,54 миллиона человек, что позволило сериалу занять девятое место по рейтингу за неделю.
Крис Каработт из IGN поставил эпизоду оценку 7.7, похвалив игру актёров и то, как хорошо были противопоставлены персонажи. The TV Critic поставил эпизоду оценку 63/100, отметив, что это «хорошая интрига от сценаристов, потому что мы хотим узнать больше о Кейт и о том, что она сделала», в то же время заявив, что «отсутствие действия может повлиять на некоторых, кто подсел на стиль сериала „24 часа“ с неустанным развитием событий и напряжением». Джош Волк из Entertainment Weekly оценил эпизод на B+, сказав, что «история Кейт интригует, хотя она всё ещё не совсем правдоподобна в роли беглой злодейки».
Роберт Доэрти, автор книги «Путеводитель по эпизодам „Остаться в живых“ для Других: Неофициальная антология» (англ. Lost Episode Guide for Others: An Unofficial Anthology), сказал, что эпизод «важен для установления прошлой жизни Кейт», но «он не так важен в грандиозной схеме замысла „Остаться в живых“». Райан Макджи из Zap2it назвал эпизод «небольшим провалом по сравнению с пилотным эпизодом», но отметил, что «большинство эпизодов не дотягивают до блеска пилота» и что использование флешбэков «продемонстрировало, что „Остаться в живых“ будет драмой, основанной на характерах, и этот ход укрепил аудиторию и позволил зрителям постепенно узнать многих людей, потерпевших крушение на острове».